# گودین گیتارز
گودین گیتارز (انگلیسی: Godin) شرکت تجهیزات موسیقی کانادایی است، که در سال ۱۹۷۲ تأسیس شد.